# Michał Bilewicz

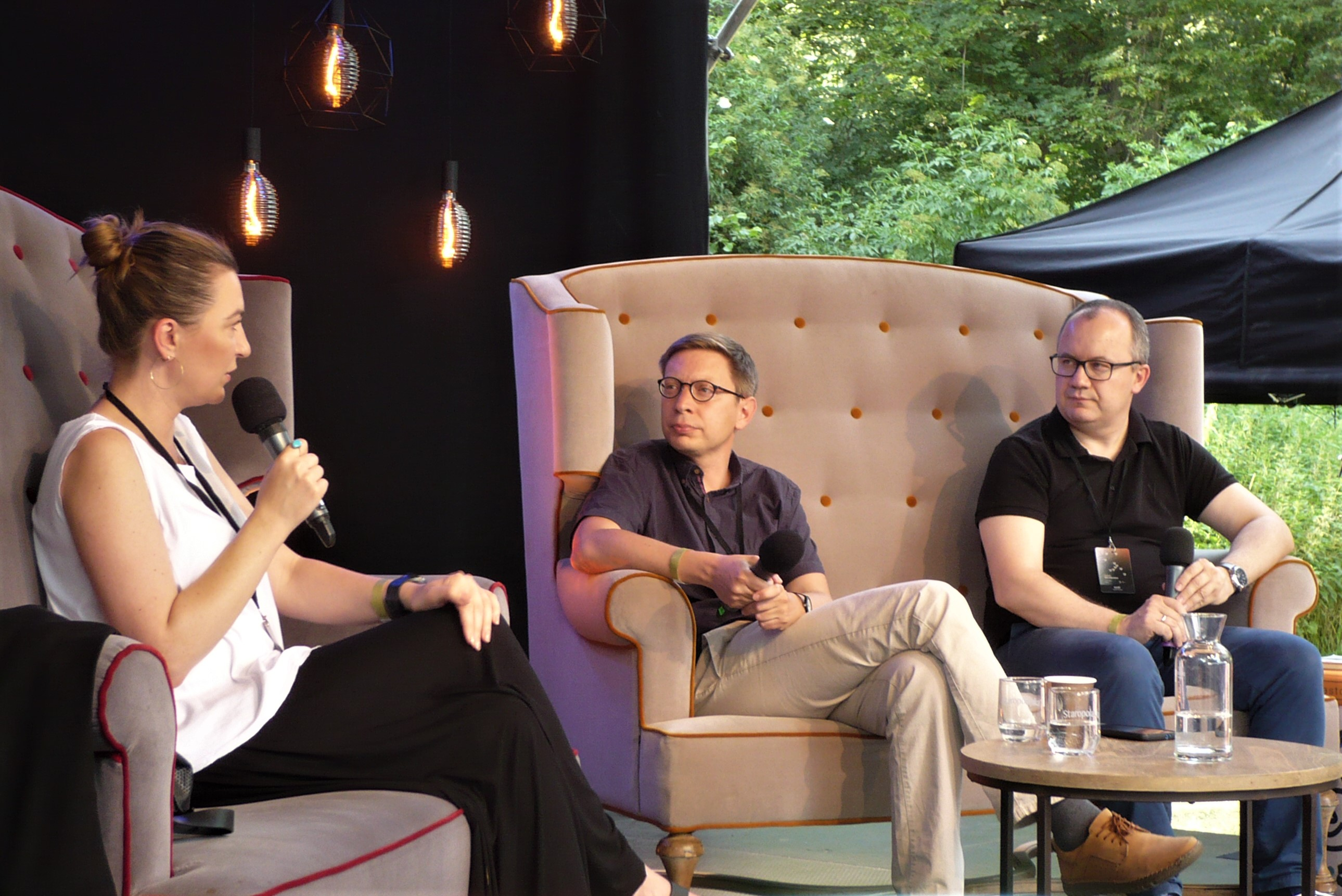
K. Kasia, M. Bilewicz, A. Bodnar

Michał Kamil Bilewicz (ur. 30 sierpnia 1980 w Warszawie) – polski psycholog społeczny, socjolog, publicysta, doktor habilitowany nauk społecznych, profesor nadzwyczajny Uniwersytetu Warszawskiego. Kierownik Centrum Badań nad Uprzedzeniami UW oraz wykładowca na Wydziale Psychologii UW. Był zastępcą przewodniczącego Komitetu Psychologii Polskiej Akademii Nauk oraz członkiem zarządu Międzynarodowego Towarzystwa Psychologii Politycznej.

## Życiorys
Jest synem polskiej profesor nauk chemicznych Renaty Bilewicz.
W 2003 ukończył socjologię w ramach MISH na Uniwersytecie Warszawskim, gdzie w 2007 na podstawie napisanej pod kierunkiem Mirosława Kofty rozprawy pt. Między potrzebą pozytywnej tożsamości a potrzebą zbiorowej autoweryfikacji. Reakcje na zagrożenie statusu grupy własnej uzyskał stopień doktora nauk humanistycznych w dyscyplinie psychologia specjalność psychologia osobowości. W oparciu o dorobek naukowy oraz monotematyczny cykl publikacji pt. Psychologiczne uwarunkowania stosunków polsko-żydowskich. Kontakt międzygrupowy, kolektywne emocje moralne i mechanizm kozła ofiarnego otrzymał w 2013 stopień doktora habilitowanego nauk społecznych w dyscyplinie psychologia specjalność psychologia osobowości.
Został nauczycielem akademickim Wydziału Psychologii UW, objął tam stanowisko profesora nadzwyczajnego.
W latach 2000–2001 redaktor naczelny pisma „Jidełe”, później przez kilka lat redaktor „Słowa Żydowskiego” oraz członek zespołu „Krytyki Politycznej”. W styczniu 2002 roku opublikował w Krytyce Politycznej budzący kontrowersje artykuł Mit „przedsiębiorstwa holokaust”, w którym zarzucał polskim środowiskom lewicowym "bezkrytycznie wrogi stosunek do Izraela" i "powielanie antysemickich schematów". Współautor „Listu warszawskiego”, w którym krytykował stosunek środowisk skrajnej prawicy do organizacji krakowskiego Marszu Równości w maju 2004.
W swoich badaniach skoncentrował się na tematyce teorii spiskowych, uprzedzeń, konfliktu międzygrupowego, zagrożenia pozytywnej tożsamości społecznej i dehumanizacji, głównie na przykładzie ksenofobii, antysemityzmu i konfliktów etnicznych. Prowadzi badania dotyczące mechanizmów pojednania po ludobójstwie w Niemczech, Armenii, Izraelu oraz Bośni i Hercegowinie. Interesuje go wpływ mechanizmów poznawczych i języka publicznego na wykluczanie mniejszości. Reprezentuje podejście empiryczne i eksperymentalne. W latach 2005–2006 był stypendystą Fulbrighta w New School for Social Research w Nowym Jorku. W 2015 otrzymał Nagrodę Narodowego Centrum Nauki w dziedzinie nauk humanistycznych, społecznych i o sztuce.
Współredaktor książek The Psychology of Conspiracy (2015), Poza stereotypy. Dehumanizacja i esencjalizm w postrzeganiu grup społecznych (2012), Uprzedzenia w Polsce (2015), oraz Trudne pytania w dialogu polsko-żydowskim (2006). Współautor jednych z pierwszych ogólnopolskich badań zjawiska mowy nienawiści.
W latach 2005–2019 był wiceprezesem fundacji Forum Dialogu, a obecnie pełni w niej funkcję przewodniczącego Rady Programowej.
W wyroku z 15 października 2024 NSA oddalił skargę kasacyjną prezydenta Dudy, zobowiązując go do rozpatrzenia wniosku o nadanie Michałowi Bilewiczowi tytułu profesora w ciągu miesiąca od otrzymania wyroku. Wniosek o nadanie tytułu profesora był blokowany przez prezydenta od początku 2019. W maju br. Michał Bilewicz został skrytykowany za porównanie wyborców kandydata na Prezydenta RP Karola Nawrockiego do wyboru moralnego w Jedwabnem — sugerując, że głosowanie na Nawrockiego oznacza „stanąć po stronie podpalaczy stodoły”.

## Publikacje książkowe
- Michał Bilewicz, Traumaland. Polacy w cieniu przeszłości, Warszawa: Mando, 2024, ISBN 978-83-277-3844-8. Brak numerów stron w książce

- Michał Bilewicz, Być gorszymi. O reakcjach na zagrożenie statusu grupy własnej, Warszawa: Wydawnictwa Uniwersytetu Warszawskiego, 2008, ISBN 978-83-235-0592-1, OCLC 297876881. Brak numerów stron w książce
- Uprzedzenia w Polsce, red., z Anną Stefaniak i Mikołajem Winiewskim, Warszawa 2015 (ISBN 978-83-63487-14-0)
- The Psychology of Conspiracy, red., z Aleksandrą Cichocką i Wiktorem Soralem, Londyn 2015 (ISBN 978-11-388-1523-0)
- Trudne pytania w dialogu polsko-żydowskim, red., z Andrzejem Folwarcznym i Maciejem Kozłowskim, Warszawa 2006 (ISBN 978-83-89763-96-9)

## Nagrody
2024 – wyróżnienie w kategorii autorskiej Nagrody Historycznej Klio za książkę "Traumaland. Polacy w cieniu przeszłości" (wydawnictwo Mando).
2025 – Nagroda im. Marka Edelmana przyznana przez Muzeum POLIN w Warszawie